# 28686 Tamsenprofit
28686 Tamsenprofit è un asteroide della fascia principale. Scoperto nel 2000, presenta un'orbita caratterizzata da un semiasse maggiore pari a 2,5550351 UA e da un'eccentricità di 0,0834778, inclinata di 1,46613° rispetto all'eclittica.